# خشم صحرا
خشم صحرا (انگلیسی: Desert Fury) یک فیلم نوآر در سبک جنایی و درام به کارگردانی لوئیس آلن است که در سال ۱۹۴۷ منتشر شد.

## بازیگران
- برت لنکستر
- مری آستور
- وندل کوری
- لیزابث اسکات
- جیمز فلاوین
- جین نواک
- کریستین میلر
- ری تیل
- ویلیام هریگان
- جان هودیاک[۲]
- آنا کامارگو